# Primarias presidenciales del Partido Republicano de 2008
 Este artículo se refiere al proceso de elección a candidato presidencial del partido Republicano estadounidense en las Elecciones Generales de Estados Unidos de 2008. Para resultados específicos de primarias y asambleas, ver Resultados de las primarias del partido Republicano 2008.
Ver también Primarias presidenciales del partido Demócrata 2008
Las Primarias Republicanas de 2008 fue el proceso de selección en la cual el Partido Republicano selecciona a delegados para que atiendan la Convención Nacional Republicana de 2008. La serie de primarías, asambleas y convenciones culmina en la convención nacional que fue en Mineápolis el 1.º de septiembre hasta el 4 de septiembre de 2008, donde los delegados votaron y seleccionaron a un candidato. Una simple mayoría de votos por los delegados (1,191 de 2,380) es requerida para convertirse en el nominado del partido. Si ningún candidato recibe una cantidad de votos requerida, el nominado nacional republicano será decidido por una convención abierta.

## Candidatos
| Candidato     | Cargo actual            | Estado natal  | Estimado de delegados (CNN/RCP) | Estatus de la campaña                        | Links                                                                             | Estados Ganados | Estados - 2.º lugar | Estados - 3.er lugar |
| ------------- | ----------------------- | ------------- | ------------------------------- | -------------------------------------------- | --------------------------------------------------------------------------------- | --- | --- | --- |
| John McCain   | Senador                 | Arizona       | 1,517/1260 62.7%                | Nominado a la presidencia                    | Sitio web de su campaña                                                           | 29 (Nuevo Hampshire, Carolina del Sur, Florida, Nueva York, California, Illinois, Misuri, Oklahoma, Connecticut, Arizona, Nueva Jersey, Delaware, Washington, Virginia, Maryland, Wisconsin, Vermont, Rhode Island, Ohio, Texas, Misisipi, Pensilvania, Indiana, Carolina del Norte, Virginia Occidental (primaria), Nebraska, Kentucky, Oregón, Idaho) No-estados: Washington D. C., Puerto Rico, Islas Marianas del Norte, Samoa Americana | 13 (Alabama, Arkansas, Utah, Massachusetts, Maine, Míchigan, Georgia, Tennessee, Minnesota, Colorado, Dakota del Norte, Kansas, Luisiana)                                                    | 4 (Nevada, Maine, Virginia Occidental, Montana) |
| Mitt Romney   | Exgobernador            | Massachusetts | 255/272 19.5%                   | Suspendió su campaña el 7 de febrero de 2008 | Sitio web de su campaña Archivado el 20 de septiembre de 2012 en Wayback Machine. | 11 (Nevada, Míchigan, Wyoming, Maine, Massachusetts, Montana, Utah, Minnesota, Colorado, Dakota del Norte, Alaska) | 11 (Iowa, Nueva Hampshire, Florida, Virginia Occidental, Illinois, Nueva York, Arizona, Connecticut, Nueva Jersey, Delaware, California)                                                     | 9 (Misuri, Arkansas, Alabama, Georgia, Tennessee, Oklahoma, Luisiana, Maryland, Washington (primaria))                                                              |
| Mike Huckabee | Exgobernador            | Arkansas      | 267/270 16.7%                   | Se retiró el 4 de marzo de 2008              | Sitio web de su campaña                                                           | 8 (Alabama, Arkansas, Georgia, Iowa, Virginia Occidental, Tennessee, Kansas, Luisiana) | 14 (Carolina del Sur, Oklahoma, Misuri, Alaska, Washington, Virginia, Washington D. C., Maryland, Wisconsin, Washington, Islas Marianas del Norte), Virginia Occidental (primaria), Kentucky | 11 (Míchigan, Nuevo Hampshire, Connecticut, Illinois, Arizona, Massachusetts, Nueva York, Nueva Jersey, Delaware, Minnesota, Colorado)                              |
| Ron Paul      | Representante           | Texas         | 21/14 1.1%                      | Candidato actual                             | Sitio web de su campaña                                                           | 0 | 3 (Nevada, Montana, Islas Marianas del Norte) | 14 (Dakota del N., Utah, Alaska, Maine, Kansas, Washington (asambleas), Virginia, Distrito de Columbia, Wisconsin, Puerto Rico, Vermont, Rhode Island, Ohio, Texas) |
| Fred Thompson | Exsenador               | Tennessee     | 0                               | Se retiró el 22 de enero de 2008             | Sitio web de su campaña Archivado el 9 de marzo de 2007 en Wayback Machine.       | 0 | 1 (Wyoming) | 2 (Carolina del Sur, Iowa) |
| Rudy Giuliani | Exalcalde de Nueva York | Nueva York    | 0                               | Se retiró el 30 de enero de 2008             | Sitio web de su campaña                                                           | 0 | 0 | 1 (Florida) |
| Duncan Hunter | Representante           | California    | 0                               | Se retiró el 19 de enero de 2008             | Sitio web de su campaña                                                           | 0 | 0 | 1 (Wyoming) |